# Eva Treu

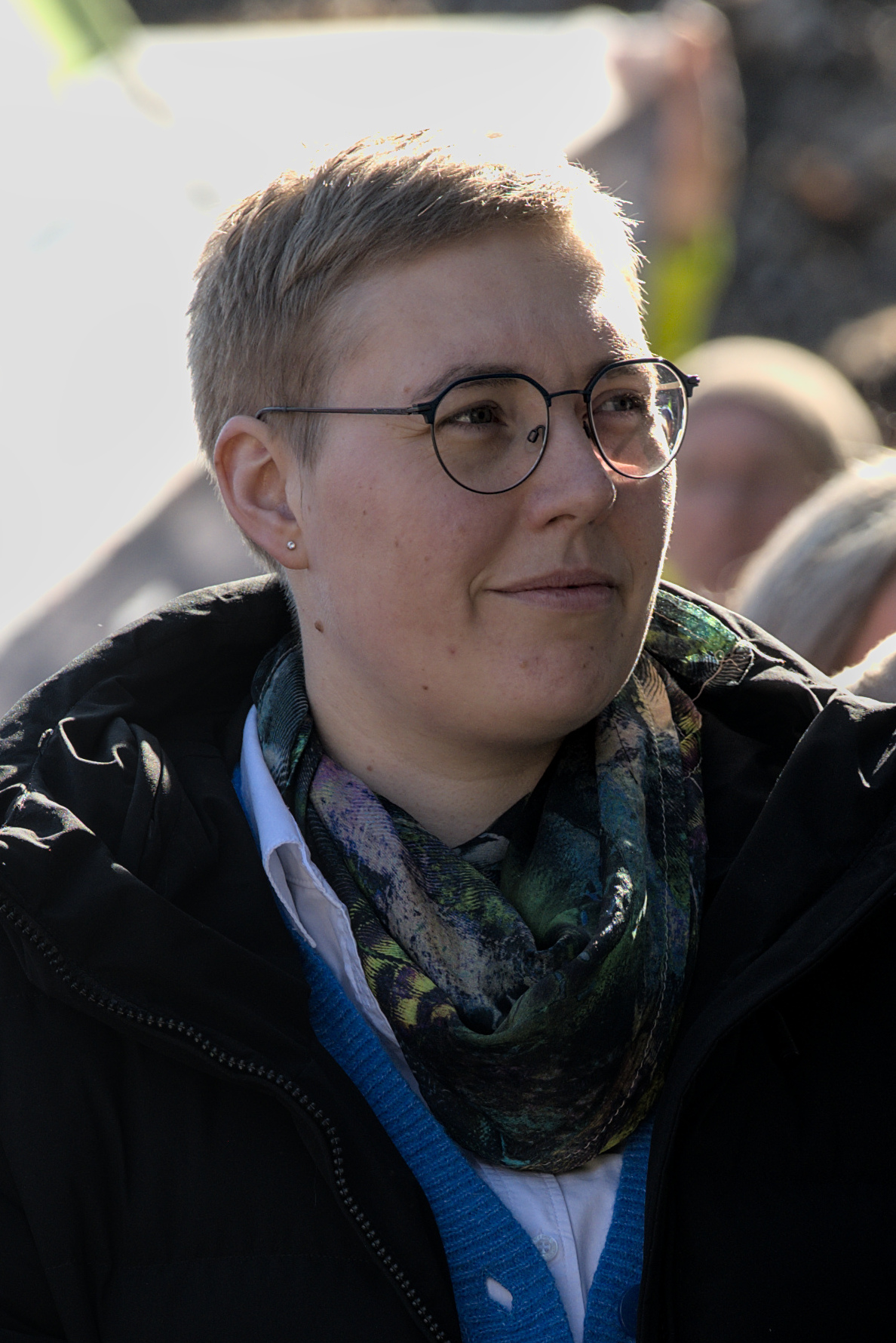
Eva Treu im März 2025

Eva Treu (* 25. Januar 1993 in Neu-Ulm) ist eine deutsche Politikerin (CSU) und seit dem 31. Januar 2024 Landrätin des Landkreises Neu-Ulm.

## Leben
Eva Treu wuchs auf dem landwirtschaftlichen Betrieb der Eltern in Finningen, einem Stadtteil von Neu-Ulm, auf. 2009 erwarb sie an der Christoph-Probst-Realschule in Neu-Ulm die Mittlere Reife und legte 2012 am Friedrich-List-Wirtschaftsgymnasium Ulm das Abitur ab. Das Studium des Wirtschaftsingenieurswesens an den Hochschulen Ulm und Neu-Ulm schloss sie 2016 mit dem Bachelor of Engineering ab. Anschließend absolvierte sie den Kooperationsstudiengang an den Hochschulen Ulm, Stuttgart und Rottenburg am Neckar (2016–2018) und erwarb den Master of Science.
Die Wirtschaftsingenieurin mit den Schwerpunkten Logistik und Erneuerbare Energien war ab November 2018 in Gründer- und Startup-Projekten tätig. Unmittelbar vor ihrer Wahl zur Landrätin war sie wissenschaftliche Mitarbeiterin im Bereich „Gründung und Start-Ups“ an der Hochschule Biberach.
Treu ist römisch-katholisch, hat zwei Kinder und lebt im Neu-Ulmer Stadtteil Pfuhl.

## Politik
Am 15. März 2020 wurde Eva Treu über die Listen der Jungen Union sowohl in den Kreistag Neu-Ulm als auch in den Stadtrat Neu-Ulm gewählt.
Bei der Landratswahl am 14. Januar 2024 erhielt sie unter fünf Bewerbern 41,1 % der Stimmen. In der Stichwahl am 28. Januar 2024 setzte sie sich mit 67,1 % der abgegebenen Stimmen bei einer Wahlbeteiligung von 28 % gegen Joachim Eisenkolb von den Freien Wählern durch. Die Wahl war notwendig geworden, weil ihr Vorgänger Thorsten Freudenberger am 8. Oktober 2023 in den Bayerischen Landtag gewählt worden war. Treu trat ihr Amt am 31. Januar 2024 an.
Im September 2024 übernahm sie turnusmäßig für zwei Jahre den Vorstandsvorsitz des Vereins Innovationsregion Ulm, eines Zusammenschlusses von Städten, Landkreisen, Unternehmen und Hochschulen zur Förderung von Wirtschaft und Innovation in der Region.

## Ehrenamt
Von 2019 bis zu ihrer Wahl zur Landrätin Anfang 2024 war Eva Treu gewähltes, ehrenamtliches Mitglied der IHK-Regionalversammlung Neu-Ulm.